# Alba (keresztnév)
Az Alba latin eredetű spanyol és olasz női névből származik, jelentése: fehér.

## Gyakorisága
Az 1990-es években szórványosan fordult elő. A 2000-es és a 2010-es években sem szerepelt a 100 leggyakrabban adott női név között.
A teljes népességre vonatkozóan az Alba sem a 2000-es, sem a 2010-es években nem szerepelt a 100 leggyakrabban viselt női név között.

## Névnapok
december 16.

## Híres Albák
- Alba Rico Navarro amerikai színésznő, énekesnő, táncosnő
- Alba Flores spanyol színésznő, énekesnő